# L'Heroïna Roja
L'Heroïna Roja (xinès simplificat: 紅俠; pinyin: Hongxia; anglès: Red Heroine) És una pel·lícula muda xinesa de 1929, un dels primers exemples del gènere Wuxia.Dirigida per Wen Yimin, un dels cineastes amb una influència decisiva per al desenvolupament del cinema xinès a Shanghai durant els anys 20 i 30 del segle xx, en particular a través dels seus èxits en el camp del cinema estil wuxia. Protagonitzada per  Fan Xuepeng estrella popular i heroïna de les pel·lícules d'arts marcials dels anys trenta del segle xx. És l'única pel·lícula supervivent d'una sèrie de 13 pel·lícules de l'època dedicades a les arts marcials.

## Estil i realització
Dins el gènere wuxia, el film inclou elements procedents de l'òpera tradicional xinesa, de comèdia, melodrama, i de cinema històric, però també hi ha un aspecte de sàtira de la Shanghai moderna, amb les noies d'harem amb calces i sostenidors, amb els seus pits plans de moda i els seus cabells curts, que sembla que han sortit de la portada d'una revista de moda de l'època.
Al ser una pel·lícula muda inclou intertítols en xinès i anglès, que permet als espectadors saber qui són els personatges i què diuen. Altres tècniques incorporades,són els efectes especials utilitzats per fer un personatge sobrenatural. Un exemple d'aquests efectes és el núvol de fum per fer desaparèixer el personatge i volar amb cables, que es pot veure en altres pel·lícules de wuxia .La càmera no es mou gaire i, si ho fa, només fa una panoràmica. Quan es centra en la cara d'un personatge, les seves expressions facials són molt importants com es habitual en una pel·lícula muda. Per a la seva època, aquestes tècniques clàssiques van ajudar a avançar la història perquè fos fàcil d'entendre i seguir per l’espectador.
Per la seva realització s'ha comparat amb el film de 1924 "El lladre de Bagdad" del director estatunidenc Raoul Walsh.

## Argument
Jin Zhiman (金志满) al comandament de l'Exèrcit d'Occident, en la seva imparable marxa de conquesta, travessa un poble amb les seves tropes, els habitants de les quals prenen la fugida; però la jove Yun Gu, l'únic suport per a la seva àvia gran, no volent abandonar-la, rebutja la invitació que li fa el seu amic Ehr Ching per fugir amb la seva família benestant. És massa tard quan un cosí convenç a Yun d'escapar amb la seva àvia: la confusió és massa gran, els tres es perden de vista i, mentre l'àvia és assassinada, Yun és capturada per l'exèrcit conqueridor i està destinada a formar part de l'harem del general, al palau al qual és portada. Les forces de Jin prenen presoneres les dones del poble, inclosa Qiong Er , la bella filla del cavaller del poble Xie Jinzhang . Just quan Jin fa despullar a Qiong i està a punt de violar-la, apareix l'ermità i mag White Monkey i la rescata. La Yun està angoixada per la mort de la seva àvia i planeja suïcidar-se, però el Mico Blanc apareix a temps i la convenç de viure per venjar-se: l'entrenarà en les arts marcials.
Després de tres anys, la guerra acaba i els refugiats supervivents, excepte Yun, tornen al poble. Un criat de la família Ching és expulsat de la casa perquè els seus avenços amorosos cap al jove Ehr es consideren inadequats: com a venjança, fa saber al general de l'exèrcit occidental que el pare d'Ehr, Xia Ching, està mantenint una correspondència comprometedora amb un representant. de la família del país enemic. Aleshores, Xia Ching és arrestat i el seu alliberament s'intercanvia pel lliurament al general de la seva filla Ehr, en qui el general havia posat la mirada prèviament, amb la intenció de convertir-la en membre del seu harem. Ehr es lliura voluntàriament al palau del general, però el general no compleix les seves promeses i vol fer executar Xia. En aquest moment Yun reapareix (en vol), convertida ara en "l'heroïna roja", que, amb l'ajuda del mestre Mico Blanc allibera el seu amic Ehr i el seu pare, i derrota el general i el seu seguici.

## Repartiment[5]
| Actor/Actriu | Paper          |
| Fan Xuepeng  | Van Shih Bong  |
| Xu Guohui    | Hsu Ko Hui     |
| Wang Chuqin  | Wang Chu Ching |
| Wen Yimin    | Weng Yih Ming  |
| Chen Meiyan  | Mayor Chen     |
| Shang Guanwu | San Kwan Wu    |
| Zhu Shaoquan | Chu Sao Chuan  |
| Zhao Taishan | Chou Tai San   |
| Qu Yifeng    | Jui Yih Fong   |